# 操り人形の葬送行進曲
『操り人形の葬送行進曲』（あやつりにんぎょうのそうそうこうしんきょく、フランス語: Marche funèbre d'une marionnette、英語: Funeral March of a Marionette）は、シャルル・グノーが1872年に作曲したピアノ小品。作曲家本人によって管弦楽曲に編曲され、1879年に出版された。演奏時間は約4分。

## 概要
この作品は、グノーが普仏戦争の戦乱を避けてロンドンに住んでいた時期に作曲され、1872年7月13日にロンドンでピアノ版が出版された。この作品を完成させた後、グノーはほかの組曲をすべて放棄した。楽譜はヴィギエ夫人(Madame Viguier)に献呈されている。フランスでは1873年に出版された。
グノー本人による管弦楽版はフランスに帰国した後の1879年になって出版された。この編曲では、ピッコロ、フルート、オーボエ2、クラリネット2、ファゴット2、ホルン2、トランペット2、トロンボーン3、オフィクレイド、ティンパニ、バスドラム、シンバル、トライアングル、その他弦楽器を使うよう指示した。

## 音楽
曲は6⁄8拍子、ニ短調で、葬送行進曲につきものの重々しさとはかけ離れたバーレスク的な曲である。ピアノスコアには情景を示すさまざまな書きこみがなされている。
1. 5小節のアレグロの序奏についで長いフェルマータがあり、「操り人形が壊れた (La marionnette est cassée !!!)」と書かれている。
2. アダージョ。「劇団の嘆きのざわめき (Murmure de regrets de la troupe)」と書かれている。
3. アレグレット。主旋律がはじまる箇所に「葬列 (Le cortège)」と書かれている。
4. ニ長調に転調、「ここで劇団の主要人物たちが立ち止まって一服する (Ici plusieurs des principaux personnages de la troupe s'arrêtent pour se rafraîchir)」と書かれている。
5. ニ短調の主旋律が戻ってくる。「帰宅 (Retour à la maison.)」と書かれている。すぐにpppで終わる。

## 使用
この曲は、とくにアメリカ合衆国のテレビ番組であるヒッチコック劇場（1955-1962年）のテーマ曲として使われたために有名になった。
ほかにシリー・シンフォニーシリーズの映画『地獄の悪魔退治』（1929年）などにも使用されている。